# C. J. Fair
Carl Keith Fair, Jr. (nacido el 13 de septiembre de 1991 en Baltimore, Maryland), más conocido como C. J. Fair, es un jugador de baloncesto estadounidense que pertenece a la plantilla de los Windy City Bulls de la G League. Fair jugó baloncesto universitario para los Syracuse Orange de la Universidad de Syracuse. Con 2,03 metros de estatura, juega en la posición de alero.

## Trayectoria deportiva

### Instituto
Fair pasó sus primeros tres años de instituto en la "Baltimore City College" en Baltimore, Maryland. Los Knights fueron 18-6 en su primera temporada. Fair, una selección en el primer equipo "Baltimore Sun All-Metro", ayudó a liderar al instituto "City College" a un récord 25-4 y una plaza en las semifinales regionales del estado en su segunda temporada. Fair se perdió su tercera temporada en el instituto debido a una lesión en la rodilla, y más tarde se comprometió con la Universidad de Syracuse en octubre de 2008.
Fair se matriculó en el instituto "Brewster Academy" en Wolfeboro, Nuevo Hampshire para su último año. En su única temporada allí, el instituto Brewster ganó el título de la New England Preparatory School Athletic Council (NEPSAC) y lograron un récord de 35-5, ganando sus últimos 13 partidos de la temporada. El máximo de puntos de Fair en la temporada fue de 32 contra el instituto South Kent.

### Universidad
En sus carrera de cuatro temporadas en Syracuse, Fair jugó 143 partidos, promediando 11,6 puntos, 5,7 rebotes y 1,1 robos por partido, fue nombrado en el segundo mejor quinteto de la Big East Conference en 2013 y en el mejor quinteto de la Atlantic Coast Conference en 2014. También fue nombrado en el mejor quinteto del distrito 2 de la División I de la NABC en 2014, segundo quinteto All-American de la NCAA por USBWA en 2014, segundo mejor quinteto del distrito 5 de la División I de la NABC en 2013 y mejor quinteto del distrito II de la USBWA.
El 13 de febrero de 2014, fue elegido uno de los 30 finalistas para el premio Premio Naismith al jugador universitario del año.

#### Estadísticas universitarias
| Año     | Equipo   | PJ | MPP  | %TC  | %3P  | %TL  | RPP | APP | ROB | TPP | PPP  |
| ------- | -------- | -- | ---- | ---- | ---- | ---- | --- | --- | --- | --- | ---- |
| 2010–11 | Syracuse | 32 | 18.6 | .543 | .333 | .609 | 3.8 | .4  | .8  | .8  | 6.4  |
| 2011–11 | Syracuse | 37 | 26.4 | .464 | .250 | .743 | 5.4 | .9  | 1.1 | .5  | 8.5  |
| 2012–13 | Syracuse | 40 | 34.9 | .470 | .469 | .755 | 6.9 | .7  | 1.1 | 1.1 | 14.5 |
| 2013–14 | Syracuse | 34 | 37.8 | .429 | .276 | .725 | 6.4 | 1.3 | 1.3 | .8  | 16.5 |

### Profesional
Después de no ser elegido en el Draft de la NBA de 2014, Fair se unió a los Dallas Mavericks para disputar la NBA Summer League. El 25 de agosto de 2014, firmó un contrato no garantizado con los Indiana Pacers. Sin embargo, fue liberado por los Pacers el 25 de octubre de 2014, a pocos días para el comienzo de la temporada 2014-2015 de la NBA.